# Nycticebus coucang
Nycticebus coucang є приматом і видом повільних лорі, що походить з Індонезії, Західної Малайзії, південного Таїланду та Сінгапуру. Він має розміри від 27 до 38 см від голови до хвоста і важить від 599 до 685 г. Як і в інших повільних лорі, у нього вологий ніс (рінарій), кругла голова, малі вуха, приховані густою шерстю, плоске обличчя, великі очі та рудиментарний хвіст.
Nycticebus coucang є нічним і деревним, зазвичай зустрічається у вічнозелених лісах. Він віддає перевагу тропічним лісам із суцільними щільними кронами та має надзвичайно низьку швидкість метаболізму порівняно з іншими ссавцями його розміру. Його раціон складається з соку, квіткового нектару, фруктів і членистоногих, і харчується ексудатами, такими як камедь і сік, зализуючи рани на деревах. Як правило, особини живуть поодинці, причому одне дослідження показало, що лише 8% свого активного часу вони проводили поблизу інших особин. Має моногамну систему спаровування, при цьому потомство живе з батьками. Спить вдень, згорнувшись у клубок, у прихованих частинах дерев над землею, часто на гілках, гілках, пальмових листях або ліанах. Вид є поліестральним, зазвичай народжує одне потомство після періоду вагітності тривалістю 192 дні. Молодняк розсіюється між 16 і 27 місяцями, як правило, коли він стає статевозрілим.
Вид занесений до Червоної книги МСОП як зникаючий. Він перебуває під загрозою зникнення через зростаючий попит у торгівлі екзотичними домашніми тваринами, і став одним із найпоширеніших видів приматів, які продаються на індонезійських ринках домашніх тварин. У нього часто виривають зуби перед продажем як домашніх тварин, що може призвести до інфекції та/або смерті. Відсутність зубів унеможливлює реінтродукцію в дику природу. Він також страждає від втрати середовища існування, яка була серйозною в районах, де він знайдений.